# Mohai György
Mohai György (Budapest, 1951. július 29. – 2025. március 6. vagy előtte) közgazdász kandidátus, címzetes egyetemi docens a Budapesti Corvinus Egyetemen. A Budapesti Értéktőzsde vezérigazgatója (2008–2012).

## Pályafutása
A tőkepiacon 1989 óta dolgozott különböző beosztásokban. A CA IB Értékpapír Rt. alapító tagjaként 1989-től tőzsdei bevezetések megszervezésében vett részt, majd felállította és vezette a Társaság elemző részlegét, amely 1996-ban Közép-Kelet-Európa legjobbja címet kapta az Extel cégtől. Budapesti vezérigazgató-helyettesi pozíciójából 1996-ban a CA IB bécsi központjába került. Itt, majd Londonban a befektetési bankcsoport egészének helyettes vezető elemzői szerepét látta el 1999 júniusáig. 
A Budapesti Értéktőzsdével annak megalakulásától szoros szakmai kapcsolatban volt, 2002-ben tanácsadóként főállásban csatlakozott a Tőzsdéhez. A társaság általános vezérigazgató-helyettesi pozícióját 2004 márciusa óta töltötte be. 2008 júliusától a Tőzsde vezérigazgatója.

## Művei
- A vállalati tervezéstől a stratégiai módszerekig; Közgazdasági és Jogi, Bp., 1989
- Pittner Ferenc: A menedzsment dilemmái; minisztorik Mohai György; Könyvműhely-szerzői, Miskolc–Budapest, 2018

## Külső hivatkozások
- Önéletrajz